# Demokratikus Akció Pártja
A Demokratikus Akció Pártja (bosnyák nyelven Stranka demokratske akcije, SDA) egy politikai párt Bosznia-Hercegovinában. Ideológiáját tekintve bosnyák nacionalista, konzervatív és iszlamista.

## Története
A Demokratikus Akció Pártját 1990. május 26-án alapították Szarajevóban. A kilencvenes években a párt végig kormánypárt volt, egészen 2000-ig, amikor a Szociáldemokrata Párt nyerte a választásokat. Ekkor az SDA történetében először ellenzékbe kényszerült.
2018 óta a párt ismét Bosznia-Hercegovina kormánypártja.

## A párt elnökei
- Alija Izetbegović (1990–2001)
- Sulejman Tihić (2001–2014)
- Bakir Izetbegović (2014–)